# Berylmys manipulus
Berylmys manipulus är en däggdjursart som först beskrevs av Thomas 1916. Berylmys manipulus ingår i släktet Berylmys och familjen råttdjur. Internationella naturvårdsunionen kategoriserar arten globalt som otillräckligt studerad. Inga underarter finns listade.
Arten når en kroppslängd (huvud och bål) av 135 till 185 mm och svansen är 140 till 185 mm lång. Djuret har 33 till 40 mm långa bakfötter och 23 till 25 mm stora öron. Ovansidan är täckt av styva hår som dok är lena. Det finns en tydlig gräns mellan den mörkgråa ovansidan och den vita undersidan. Svansen har i främre delen en mörkbrun färg och 2/3 eller den bakre hälften är vit. Dessutom är händernas och fötternas ovansida vit.
Detta råttdjur förekommer i norra Myanmar och angränsande delar av nordöstra Indien och södra Kina. Habitatet utgörs av fuktiga städsegröna skogar, buskskogar och ängar mellan trädansamlingar. Arten undviker urbaniserade områden.
Berylmys manipulus vistas i låglandet samt i låga bergstrakter upp till 1500 meter över havet och den är nattaktiv. Individerna klättrar inte i växtligheten och de gräver tunnelsystem. Födan utgörs av frön och blad samt av andra växtdelar och av insekter eller andra ryggradslösa djur.